# Sumatra central
Sumatra central, en indonésien Sumatera Tengah, était une province d'Indonésie ayant regroupé les provinces actuelles de Sumatra occidental, Jambi, Riau et les îles Riau entre le 15 août 1950, date de l'indépendance du pays et la création des provinces, à 1957.